# Abu Nuwas
Abu Nuwas sau Abu Nawas (Abū Nuwās; ar: أبو نواس) (mijlocul secolului al VIII-lea - 814) a fost poet arabo-persan, unul dintre cei mai mari autori ai literaturii arabe clasice. A trăit la Bagdad, la curtea califului Harun al-Rașid. Devenit personaj folcloric, Abu Nuwas apare în multe dintre povestirile celor O mie și una de nopți. A abandonat forma tradițională arabă de qasida și a dezvoltat forme lirice noi, mai libere, cu versurile sale de dragoste a influențat atât poeții orientali de mai târziu (Hafez și Omar Khayam), cât și poeții europeni (cum ar fi Heinrich Heine). În ianuarie 2001 Ministerul Egiptean al Culturii a ordonat arderea a aproximativ 6.000 de exemplare ale cărților sale homoerotice. Abu Nuwas este recunoscut pe scară largă drept unul dintre cei mai mari poeți arabi ai tuturor timpurilor, în principal datorită poemelor sale despre vin.

## Date biografice
Abu Nuwas, numit în realitate Abu ’Ali al-Hasan ibn Hani’ al-Hakami (poreclit „cel cu buclele de aur”) s-a născut între anii 747-762 (biografiile nu sunt de acord cu privire la data nașterii sale), la Al-Ahwaz, în regiunea Khuzistan din sud vestul Persiei și a murit în 814 sau 815. Potrivit altor surse, el s-ar fi născut în Basra,  alții dau Damasc sau Busra.  Tatăl său, numit Hānī, pe care poetul nu l-a cunoscut niciodată, era arab, membru al tribului Jizan al lui Banu Hakam și soldat în armata lui Marwan al II lea, ultimul calif omeyyad, trimisă de la Damasc pentru a potolii tulburările din acea zonă a califatului. După venirea Abbasizilor la putere, s-a căsătorit cu o femeie de origine persană, numită Jullaban și s-a stabilit într-un sat din acea regiune. 
Tatăl său a murit când el era încă copil, iar mama sa s-a mutat împreună cu el la Basra. Mama lui, al cărei nume era Golban, era o croitoreasă persană, probabil originară din provincia Ahvaz. Aici, Abu Nuwas a învățat Coranul la o școală religioasă, de asemenea a învățat dreptul Islamic și tradițiile profetice. Mama sa l-a încredințat unui negustor de parfumuri pentru a învăța meșteșugul preparării acestora. La scurt timp mama sa se recăsătorește, iar relațiile dintre cei doi se  rup definitiv. La Basra, iar mai târziu la Kufa învață poezia arabă, doctrina arabă și genealogia tribală cu unii dintre cei mai renumiți intelectuali ai vremii. Pentru a deprinde elocvența limbii arabe a stat o perioadă printre arabii beduini, conform vechiului obicei.
La Kufa îl întâlnește pe poetul lasciv Waliba ibn al-Hubab, primul maestru care îl inițiază în arta poeziei și cu care a avut o relație sexuală. La scurt timp a câștigat marea faima de poet care excelează în poezia de dragoste ghazal , în satiră și în mujun- descrieri pline de umor, indecente sau chestiuni obscene. Umorul și ironia l-au transformat în figura favorita in poveștile populare din lumea arabă, în care juca rolul bufonului curții. Temele preferate ale lui Abu Nuwas erau vinul și băieții. A fost unul dintre primii poeți care au scris poezie de dragoste despre băieți. După moartea lui Waliba, devine discipolul lui Khalaf al-Ahmar.
Abu Nuwais a trăit în cea mai înfloritoare perioadă din istoria califatului abbasid, fiind contemporan atât cu califul Harun Al-Rashid (786-809) cât și cu fiul acestuia Al-Amin (809-813). În anul 786 s-a mutat la Bagdad pentru a-și încerca norocul. În același an Harun Al-Rashid, imortalizat în tradiția islamică pentru asceza și înțelepciunea sa și în imaginația lumii pentru domnia sa asupra stilizatului Bagdad O mie și una de nopți, a fost numit calif. A încercat să obțină protecția califului prin poeme de laudă, însă cuviosul calif l-a ținut probabil pe Abu Nuwas la distanță, iar bunăvoința a primit-o din partea Barmakiz-ilor, vizirii lui Harun al-Rashid, membri ai unui clan descendenți din marii preoți ai unui templu budist din orașul Balkh din Asia Centrală. În anul 803 aceștia sunt înlăturați, uciși brusc și inexplicabil la ordinul lui al-Rashid. Nu se știe de ce s-a întâmplat acest lucru, dar cea mai populară presupunere oferită de contemporani a fost că a fost o relație amoroasă ilicită între vizirul Jafar al-Barmaki și sora califului Abbasah. Abu Nuwas fuge în Egipt, după ce a scris un poem alegoric în care a lăudat familia politică persană masacrată Barmakis, și unde compune versuri pentru prințul Al-Khasib ibn Abd al-Hamid și o elegie despre clanul ucis, dezamăgit. Revine la Bagdad, în 809 după moartea lui Harun al-Rashid, unde este acceptat ca poet favorit și partener pentru anumite plăceri de către califul Al-Amin. Acesta era fost elev al lui Abu Nuwas în vârstă de douăzeci și doi de ani. De fapt, majoritatea savanților cred că Abu Nuwas a scris majoritatea poemelor sale în timpul domniei lui al-Amin (809-813). Cea mai faimoasă cerere regală a fost o poezie („qasida”) pe care a compus-o în lauda lui al-Amin.
„Conform criticilor vremii sale, el a fost cel mai mare poet al islamului”. a scris F. F. Arbuthnot în Autori arabi. Contemporanul său Abu Hatim al Makki spunea adesea că cel mai profund sens al gândirii a fost ascuns în subteran până când Abu Nuwas l-a dezgropat.
În ciuda acestui fapt, Abu Nuwas a fost închis când comportamentul său beat și desfrânat a început să pună la încercare chiar și răbdarea lui al-Amin. Mai târziu, Amin a fost înlăturat de la putere de fratele său puritan, Al-Mamun, care nu era tolerant cu Abu Nuwas.
Unele relatări ulterioare susțin că teama de închisoare l-a forțat pe Abu Nuwas să renunțe la stilul său de viață disolut și că a devenit profund religios, în timp ce alții cred că poemele sale penitenciale ulterioare au fost scrise pur și simplu în speranța de a câștiga iertarea califului. Unele surse afirmă că secretarul lui al-Mamun, Zonbor, l-a păcălit pe Abu Nuwas să scrie o satiră împotriva lui Ali, al patrulea calif și ginere al Profetului, în timp ce Nuwas era beat. Zonbor a citit apoi în mod deliberat poemul în public și a asigurat continuarea detenției lui Nuvas. În funcție de sursa biografică, Abu Nuwas fie a murit în închisoare, fie a fost otrăvit de Ismail bin Abu Sehl sau ambele.

#### Dragostea pentru Janan
Singura femeie care a avut un rol important în viața lui Abu Nuwas a fost Janan, o fată sclavă din familia al-Wahhab ibn ’Abd al-Majid al-Thaqafi. Janan era frumoasă, inteligentă și studiase de asemenea științele arabe și poezia. Relația celor doi a fost complicată, caracterizată de oscilarea între atracție și antipatie. Din cauza comportamentului său libertin, Janan nu a avut niciodată încredere în dragostea acestuia.

#### Moartea
Data și cauza morții poetului sunt incerte. Se presupune că ar fi murit în anul 813, la scurt timp după uciderea califului Al-Amin. Se spune că ar fi murit din cauza unei boli, însă există și o variantă conform căreia ar fi fost otrăvit de familia persană Nawbakht, din cauza unei satire la adresa membrilor familiei.
Ismail bin Nubakt a spus despre Abu Nuwas: „Nu am văzut niciodată un om mai învățat decât Abu Nuwas, nici unul cu o memorie atât de bogat înzestrată, care să aibă atât de puține cărți”. După moartea lui, i-am percheziționat casa și am putut găsi o singură carte care conținea o foaie de hârtie și care era o colecție de expresii rare și observații gramaticale.” 

## Opera
Filologi medievali au declarat ca au existat trei mari poeți din Yemen: Imru’ al-Qays, Hassan ibn Thabit și Abu Nuwas.
Ca formă, poeziile lui Abu Nuwas continuă tradiția literară arabă prin metrica rigidă și monorimă. În schimb, el renunță la vechile teme poetice (pierderea iubitei, viața în deșert) și chiar le parodiază. S-a remarcat prin poemele sale bahice (ar.: khamriyyāt) și homoerotice, prin stilul său ironic și cinic. 
Poezia lui Abu Nuwas reprezintă o renaștere a poeziei arabe. A schimbat clișeele clasice, iar forma poemului clasic o mai utilizează doar foarte puțin. Acesta ironizează și ignoră vechile maniere poetice. Introduce în poemele sale elemente ale civilizației abbaside, elemente de logică și filozofie, referiri la luxul și rafinamentul vieții de la palat din perioada abbasidă. Genul în care excelează este poezia dedicată vinului. În aceste poeme înfățișează plăcerile și deliciile vinului, dar și descrie cu umor propriile experiențe și libertățile care le însoțeau.
Motivul cu adevărat nou, introdus de Abu Nuwas este dragostea pentru efeb (tânăr). Atât în poemele bahice, cât și în cele dedicate dragostei pentru tineri, poetul vorbește despre păcatele sale cu sinceritate.
Poezia „Mulți jandarmi cu colțuri ascuțite” este comic eroică. Pentru un ascultător arab, disprețul îndrăzneț al protagonistului față de soția lui certată și înclinația lui pentru a savura vinuri scumpe ar fi putut aminti o odă faimoasă a lui Tarafah ibn al-Abd ,  un poet al Arabiei preislamice. În poeziile sale și în alte poezii antice, eroul, un războinic tribal, își sfidează soția sâcâitoare cheltuind economiile familiei pe o cramă. El își demonstrează cu îndrăzneală lipsa de atașament față de bani și provoacă destinul. Abu Nuwas a ridicat o astfel de rebeliune mai mult decât orice poet înaintea lui. În multe dintre cele mai originale poezii ale sale, el a adaptat poziția majinului („fără griji”). Deși atitudinea majinului pătrunde în poemele vinului lui Abu Nuwas, el își creează și propriul gen poetic, mujunul, care este recunoscut prin explicitatea sexuală jignitoare și liniile coprologice . Asemenea poezii, care descriu adesea cuceririle sexuale ale unui tânăr, nu erau doar umor grosolan. În vulgaritatea și homoeroticitatea lor , ei sunt o parodică reflectare a dorului inocent pentru o femeie idealizată, care era caracteristică poeziei amoroase arabe din acea vreme.
Pesimismul din poemele ascetice, compuse spre sfârșitul vieții par a fi poezii de circumstanță, ne demonstrează că poetul și-ar fi schimbat convingerile.
Diwanul lui Abu Nuwas conține un întreg capitol de poeme cinegetice, care conțin descrieri ale animalelor. Poeziile au fost adunate după moartea poetului.
Limbajul folosit este simplu, fiind folosite și unele vulgarisme aflate în circulație la vremea respectivă, precum și o serie de cuvinte persane. Stilul său este simplu, melodios, metrii sunt variați și scurși.

### Cultura curții și locul lui Abu Nuwas în ea
În timpul liber, familia Abbazidă, curtenii lor, vizirii, oficialii de rang înalt din cancelaria imperială și comercianții bogați din Bagdad s-au bucurat de divertisment politicos în cartiere bogate, grădini îngrijite și moșii din afara orașului. Grupuri de astfel de oameni s-ar putea îmbarca în croaziere de lux pe Tigru (Abu Nuwas descrie trei nave turistice bogat sculptate, comandate de Califul el-Amin).

## Impact
Criticii clasici și moderni îl recunosc pe Abu Nuwas ca unul dintre cei mai mari poeți arabi din toate timpurile și unul dintre cei mai mari autori ai literaturii arabe clasice. Se numără și astăzi printre cei mai apreciați poeți ai lumii arabe. El a influențat mulți scriitori de mai târziu, dintre care unii sunt Omar Khayyam și Hafez - care sunt poeți persani. Caricatura hedonistă a lui Abu Nuwas a apărut în mai multe dintre poveștile O mie și una de nopți . Printre cele mai bune poeme ale sale se numără cele care batjocoresc vechea nostalgie arabă pentru viața beduină și laudă cu entuziasm viața modernă din Bagdad ca un contrast viu. El face parte dintr-un grup divers de oameni creditați cu inventarea formei literare mu'ammā (lit. orb sau ascuns), un puzzle rezolvat prin combinarea literelor constitutive ale unui cuvânt sau nume de găsit;  el a fost cu siguranță principalul susținător al formei.
Libertatea sa de exprimare, în special în chestiunile legate de normele islamice interzise, încă îi entuziasmează pe cenzori. Lucrările sale au fost în liberă circulație până la începutul secolului al XX-lea. În 1932, prima versiune modernă cenzurată a lucrărilor sale a apărut la Cairo. În ianuarie 2001, Ministerul Egiptean al Culturii a ordonat arderea a aproximativ 6.000 de exemplare ale cărților de poezie homoerotică ale lui Abu Nuwas.  Toate referințele la homosexualitate sunt omise din înregistrarea sa din Enciclopedia Arabă Globală Saudită. 
O importantă arteră comercială din Bagdad îi poartă numele.
În 1976, un crater de pe planeta Mercur a fost numit în onoarea lui Abu Nuwas.  Personajul în mare măsură ficțional al lui Abu Nuwas este protagonistul romanelor Father of the Curl ( Dedalus Books , 2009) și The Caliph's Mirror (2012) de Andrew Killeen, în care este descris ca un spion care a lucrat pentru Ja'far ibn Yahya. 

## Traduceri în limba română
- Abu Nuwas, Baie. Două beții. Cu două suflete, trad. Ilie Bădicuț, Almanahul "Ramuri", 1967, p. 89.
- Abu Nuwas, La cramă. Mustrare, trad. Ilie Bădicuț, "Argeș", 1969, nr. 4, p. 14.
- Abu Nuwas, Poeme, trad. Grete Tartler, Antologie de poezie arabă. Perioada clasică, Editura Minerva, 1982, vol. 2, pp. 11-50.
- Abu Nuwas, Poeme, trad. Cristina Amelia Tudor, Editura Nicolae Bălcescu, 2000.